# Брот-ле-Ре
Брот-ле-Ре (фр. Brotte-lès-Ray) — коммуна во Франции, находится в регионе Франш-Конте. Департамент — Верхняя Сона. Входит в состав кантона Дампьер-сюр-Салон. Округ коммуны — Везуль.
Код INSEE коммуны — 70099.

## География
Коммуна расположена приблизительно в 290 км к юго-востоку от Парижа, в 50 км северо-западнее Безансона, в 32 км к западу от Везуля.
По территории коммуны протекает река Ванон (фр. Vanon).

## Население
Население коммуны на 2010 год составляло 64 человека.
| 1962 | 1968 | 1975 | 1982 | 1990 | 1999 | 2010 |
| ---- | ---- | ---- | ---- | ---- | ---- | ---- |
| 82   | 89   | 65   | 76   | 84   | 64   | 64   |

## Экономика

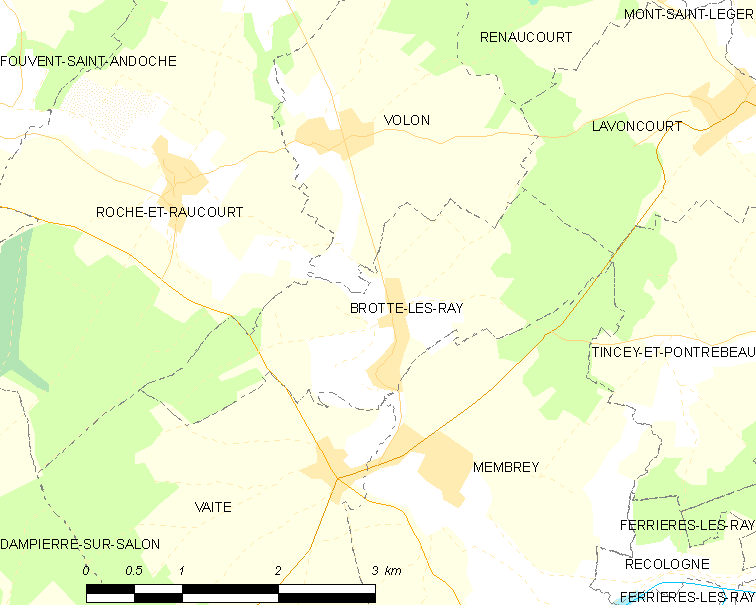
Карта коммуны

В 2010 году среди 40 человек трудоспособного возраста (15—64 лет) 29 были экономически активными, 11 — неактивными (показатель активности — 72,5 %, в 1999 году было 48,8 %). Из 29 активных жителей работали 28 человек (14 мужчин и 14 женщин), безработной была 1 женщина. Среди 11 неактивных 2 человека были учениками или студентами, 8 — пенсионерами, 1 был неактивным по другим причинам.